# HMS Ark Royal (R07)
A HMS Ark Royal (R07) a Brit Királyi Haditengerészet 2011-ben a handrendből kivont, Invincible osztályú könnyű repülőgép-hordozója, korábban a flotta zászlóshajója. A Brit Királyi Haditengerészet történetében 1588 óta az ötödik hadihajó, és a harmadik repülőgép-hordozó ezen a néven. 2013-ban Törökországban lebontották.

## HMS Ark Royal
- Pennant-szám: R07
- Nemzetközi hívójel: GCDG
- MMSI-szám: 234564000

## Történet
A HMS Ark Royal a világ egyik legismertebb hadihajója, a háromtagú Invincible osztály utolsó egységeként épült meg. Az Invincible osztály könnyű repülőgép-hordozóit három, náluknál jóval nagyobb méretű brit hagyományos repülőgép hordozó, az Audacious osztály két egysége (HMS Eagle (R05), HMS Ark Royal (R09)) és az HMS Hermes (R12) pótlására szánták. 
A boszniai háború alatt 1993-ban az Adriai-tengeren teljesített szolgálatot. 2003-ban részt vett az iraki inváziós erők kötelékében. 2010-ben Gordon Brown brit miniszterelnök utasítására az Eyjafjallajökull vulkán kitörése kapcsán elrendelt légtérzárlat következtében a parton rekedt utasok átszállítására rendelték ki.

## Galéria

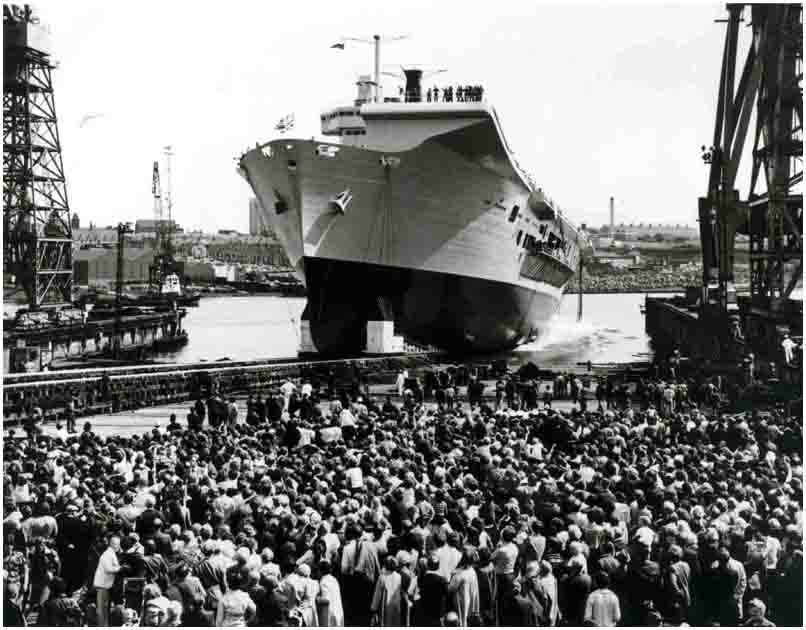
Az HMS Ark Royal vízre bocsátása 1981. június 2-án.
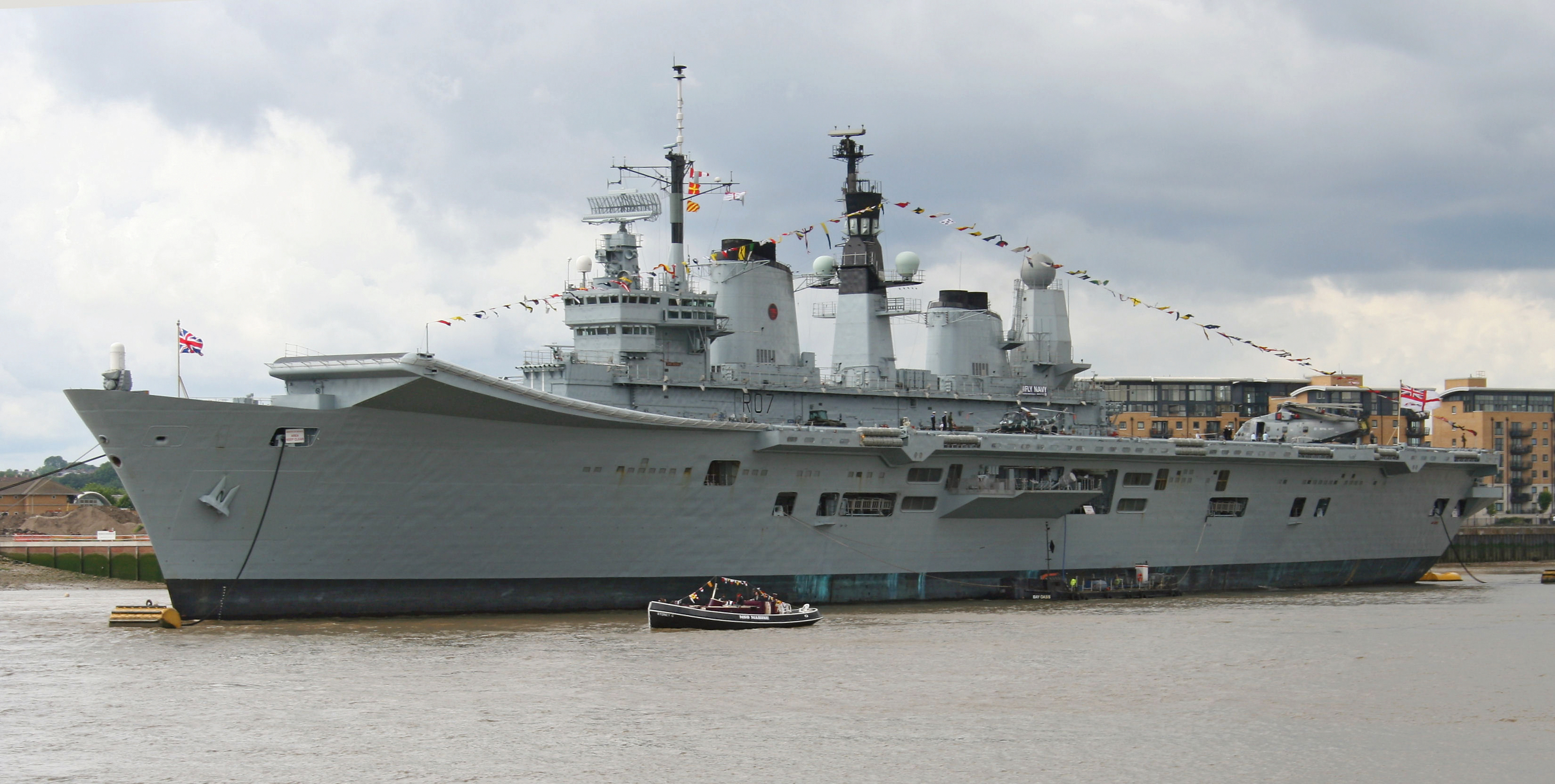
Az HMS Ark Royal (R07) repülőgép-hordozó 2007-ben, Portsmouth-ban.
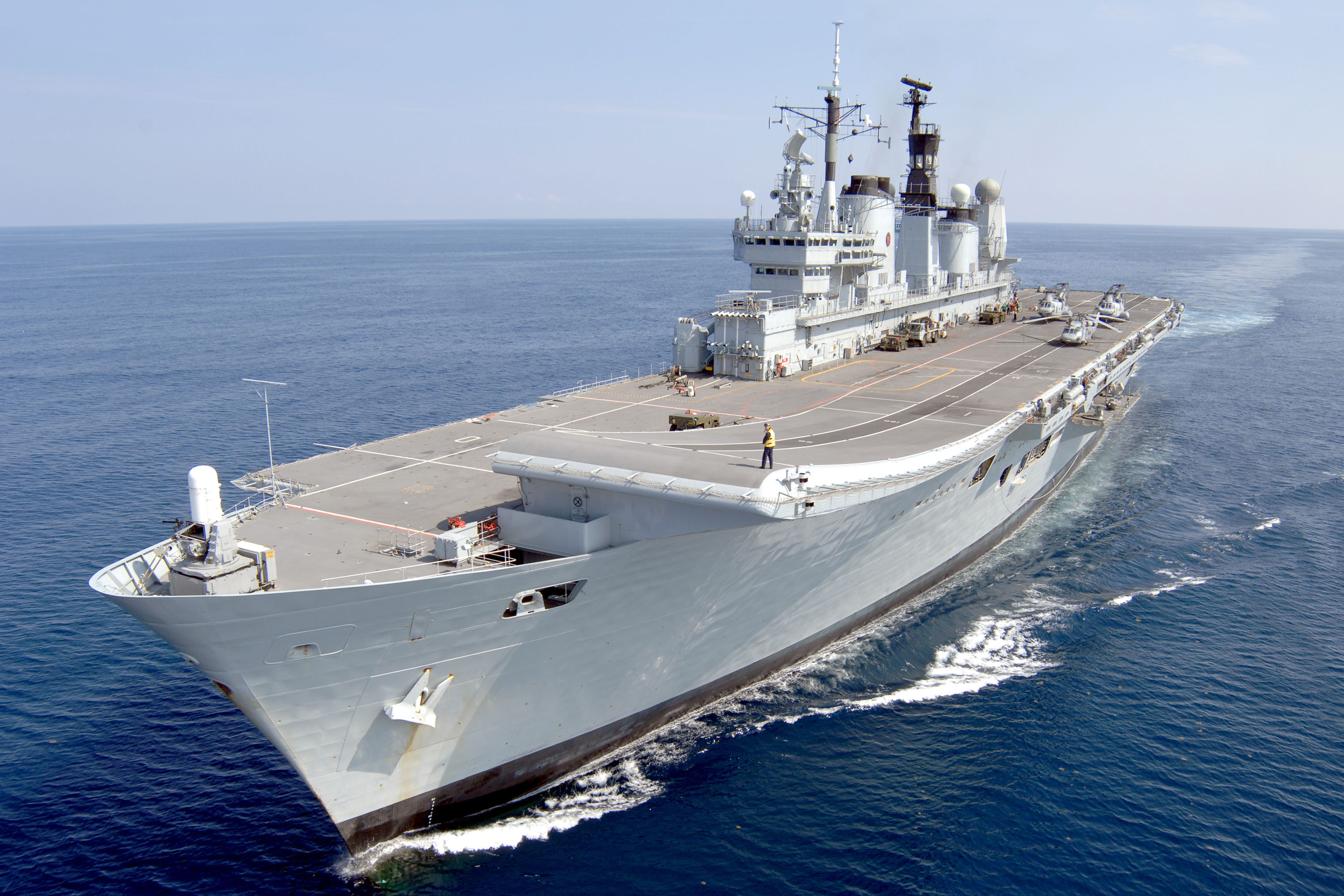
Az HMS Ark Royal (R07) brit repülőgép-hordozó 2008-ban.
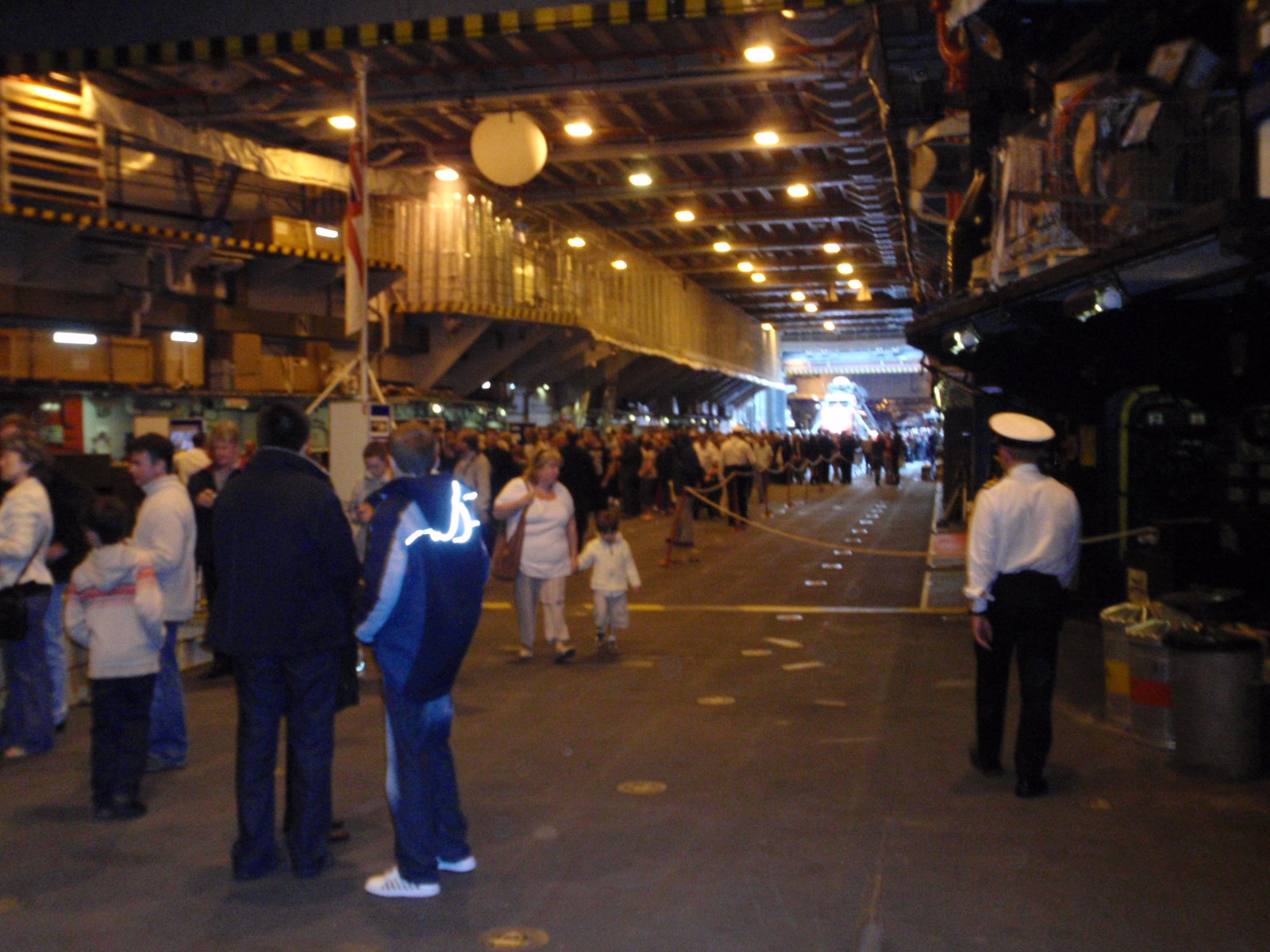
Az HMS Ark Royal hangárfedélzete.